# OpenTTD

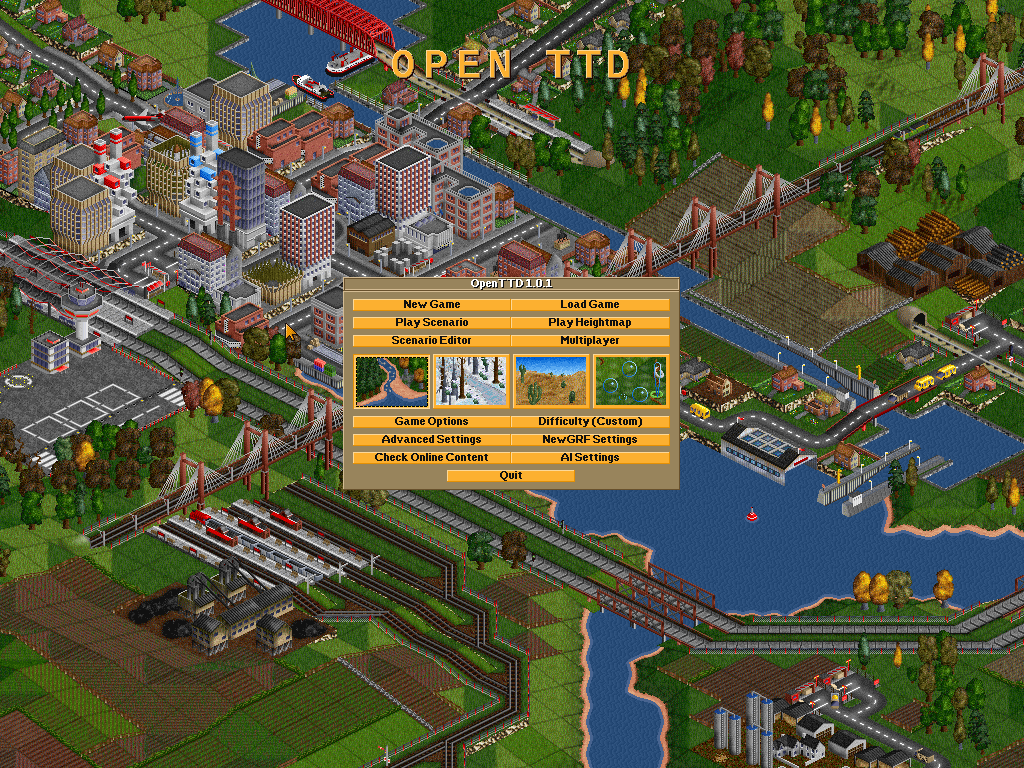
Hlavní menu s grafickým setem OpenGFX

OpenTTD je open source klon hry Transport Tycoon Deluxe, který vznikl pomocí reverzního inženýrství původního kódu. Hra funguje v prostředí téměř všech hlavních operačních systémů, například Linux, Microsoft Windows, Mac OS X, BeOS, FreeBSD, SkyOS, MorphOS a embeded OS (Windows Mobile a Maemo, Symbian) (mezi podporované operační systémy však nepatří DOS, pro který byla určena původní hra). Od verze 1.10.0. byla vyňata podpora MorphOS, AmigaOS & BeOS. To je umožněno využitím multiplatformní knihovny SDL určené pro multimediální aplikace. Knihovna SDL se však nepoužívá ve verzích pro velké počítače. Mezi dlouhodobé cíle projektu patřilo oproštění hry od nutnosti používat původní grafiku, zvuky a hudbu. Tento cíl se naplnil a od verze 1.0.0 lze používat soubory OpenGFX nahrazující původní grafiku, OpenSFX nahrazující původní zvuky a OpenMSX nahrazující původní hudbu. Každý večer kolem 19:00 se objevují takzvané nightly buildy, tedy verze hry, které ukazují pokrok programátorů den ode dne, ale mohou obsahovat závažné chyby. Zajímavostí může být to, že se na vývoji hry významně podílela i řada Čechů.
OpenTTD převzal všechny vlastnosti originální hry, ale v mnoha ohledech je vylepšil. Mezi nové vlastnosti patří zejména:
- volba velikosti mapy
- hra pro více hráčů
- vodní kanály se zdymadly
- nové možnosti stavby zastávek
- nové druhy letišť
- podpora pro sady nových vozidel
- nastavení velikosti části mapy viditelné v okně hry
- možnost stavět mosty ve větší výšce než jedno políčko nad zemí
- možnost budování tratí napříč svahem
- zvětšení maximálního počtu dopravních prostředků
- nové možnosti semaforů
- seskupování vozidel
- možnost stavění pod mosty
- podpora tramvají
- řazení a filtrování nabídek
- jednosměrky
- odstranění překážek

Některá vylepšení byla přejata z rozšíření původní hry TTDPatch, které je rovněž šířeno pod licencí GNU GPL.
Vzhledem ke způsobu vývoje (zejména zpětný překlad souborů originální hry) je právní stav projektu sporný. V některých právních systémech lze argumentovat uplatněním fair use (i to je ale značně sporné), v českém právu však tento institut nemáme a tak je tato hra pravděpodobně ilegální. Hru vydalo vydavatelství MicroProse. To několikrát změnilo majitele, vlastníkem byly společnosti Hasbro a Infogrames (dnes přejmenované na Atari). Obecně se má za to, že práva ke hře nyní drží právě Atari, to se však o jejich uplatňováni v současnosti nijak nezajímá.